# Balta crassivenosa
Balta crassivenosa är en kackerlacksart som först beskrevs av Bolivar 1924.  Balta crassivenosa ingår i släktet Balta och familjen småkackerlackor. IUCN kategoriserar arten globalt som akut hotad. Inga underarter finns listade.